# Balangeroïta
La balangeroïta és un mineral de la classe dels silicats. Rep el nom de Balangero, Itàlia, la seva localitat tipus.

## Característiques
La balangeroïta és un silicat de fórmula química Mg21Si₈O27(OH)20. Cristal·litza en el sistema monoclínic.
Segons la classificació de Nickel-Strunz, la balangeroïta pertany a «09.DH - Inosilicats amb 4 cadenes senzilles periòdiques, Si₄O₁₂» juntament amb els següents minerals: leucofanita, ohmilita, haradaïta, suzukiïta, batisita, shcherbakovita, taikanita, krauskopfita, gageïta, enigmatita, dorrita, høgtuvaïta, krinovita, makarochkinita, rhönita, serendibita, welshita, wilkinsonita, safirina, khmaralita, surinamita, deerita, howieïta, taneyamalita, johninnesita i agrel·lita.

## Formació i jaciments
Va ser descoberta a la mina d'asbests Poggio San Vittore, a Balangero, una localitat ubicada a les Valls de Lanzo, dins la província de Torí, al Piemont (Itàlia). A més de a la localitat tipus, tan sols ha estat descrita als propers indrets de Ponte del Diavolo, a Lanzo Torinese, i a Santa Maria della Neve, a Varisella.